# Uczelniany Koszykarz Roku im. Naismitha
Uczelniany Koszykarz Roku im. Naismitha (oficjalna nazwa: Naismith College Player of the Year) – nagroda przyznawana corocznie najlepszemu koszykarzowi oraz koszykarce akademickiej w Stanach Zjednoczonych przez Atlanta Tipoff Club. Koszykarze otrzymują ją od 1969 roku, natomiast koszykarki od 1983. Nosi imię twórcy koszykówki – doktora Jamesa Naismitha.
Co sezon w listopadzie sporządzana jest lista 50 kandydatów, spośród których zostaną wyłonieni zwycięzcy. Wyboru dokonuje panel wyborczy Atlanta Tipoff Club, składający się z trenerów, administratorów oraz przedstawicieli mediów ze Stanów Zjednoczonych. W lutym lista nominowanych jest redukowana do 30 zawodników/zawodniczek. W marcu jest wyłanianych po czterech finalistów, na których będą oddawane głosy. Laureaci są wyłaniani w kwietniu w wyniku głosowania panelu wyborczego oraz fanów poprzez SMS. Zwycięzcy otrzymują statuetki – Naismith Trophy.
Lew Alcindor z University of California (UCLA, Los Angeles) i Anne Donovan z Old Dominion University zostali pierwszymi w historii laureatami nagrody w kategorii mężczyzn oraz kobiet. Bill Walton z UCLA i Ralph Sampson z University of Virginia są jedynymi koszykarzami, którzy zdobyli nagrodę więcej niż jeden raz, sięgnęli po nią dokładnie trzykrotnie. Wśród koszykarek dziewięć sięgnęło po statuetkę więcej niż jeden raz. Cheryl Miller z uczelni Południowej Kalifornii uzyskała ją trzykrotnie. Dziewięciu innych zawodniczek zdobyło ją dwukrotnie: Clarissa Davis z University of Texas, Dawn Staley z University of Virginia, Chamique Holdsclaw z University of Tennessee, Diana Taurasi i Maya Moore z University of Connecticut (UConn), Seimone Augustus z Louisiana State University, Brittney Griner z Baylor University, Breanna Stewart z UConn i Caitlin Clark z University of Iowa. 
Osiem laureatów pośród koszykarzy urodziło się poza Stanami Zjednoczonymi. Trzech z nich urodziło się na terytoriach zależnych USA i jest obywatelami tego kraju od urodzenia. Alfred "Butch" Lee urodził się w Portoryko, a Tim Duncan i Aliyah Boston urodzili się na Wyspach Dziewiczych. Pozostałe piątka przyszło na świat poza terytoriami USA: Andrew Bogut w Melbourne (Australia), Patrick Ewing w Kingston (Jamajka), Buddy Hield w Freeport (Bahamy), Oscar Tshiebwe w Lubumbashi (Demokratyczna Republika Konga) i Zach Edey w Toronto (Kanada)
Uczelnia Duke posiada najwięcej laureatów nagrody pośród swoich reprezentantów w kategorii mężczyzn (7). Sześć koszykarek Connecticut sięgnęło po nagrodę ośmiokrotnie. Pierwszoroczniacy sięgali po nią czterokrotnie w historii, byli to: Kevin Durant z uczelni Teksas w 2007 roku, Anthony Davis z Kentucky w 2012 roku, Zion Williamson z Duke w 2019 roku i Paige Bueckers z UConn w 2021 roku..

## Laureaci
| *            | Oznacza zawodnika wybranego do Koszykarskiej Galerii Sław     |
| Zawodnik (X) | Oznacza liczbę nagród, uzyskanych przez tego samego zawodnika |
| Freshman     | Zawodnik pierwszego roku                                      |
| Sophomore    | Zawodnik drugiego roku                                        |
| Junior       | Zawodnik trzeciego roku                                       |
| Senior       | Zawodnik ostatniego roku                                      |

### Mężczyźni

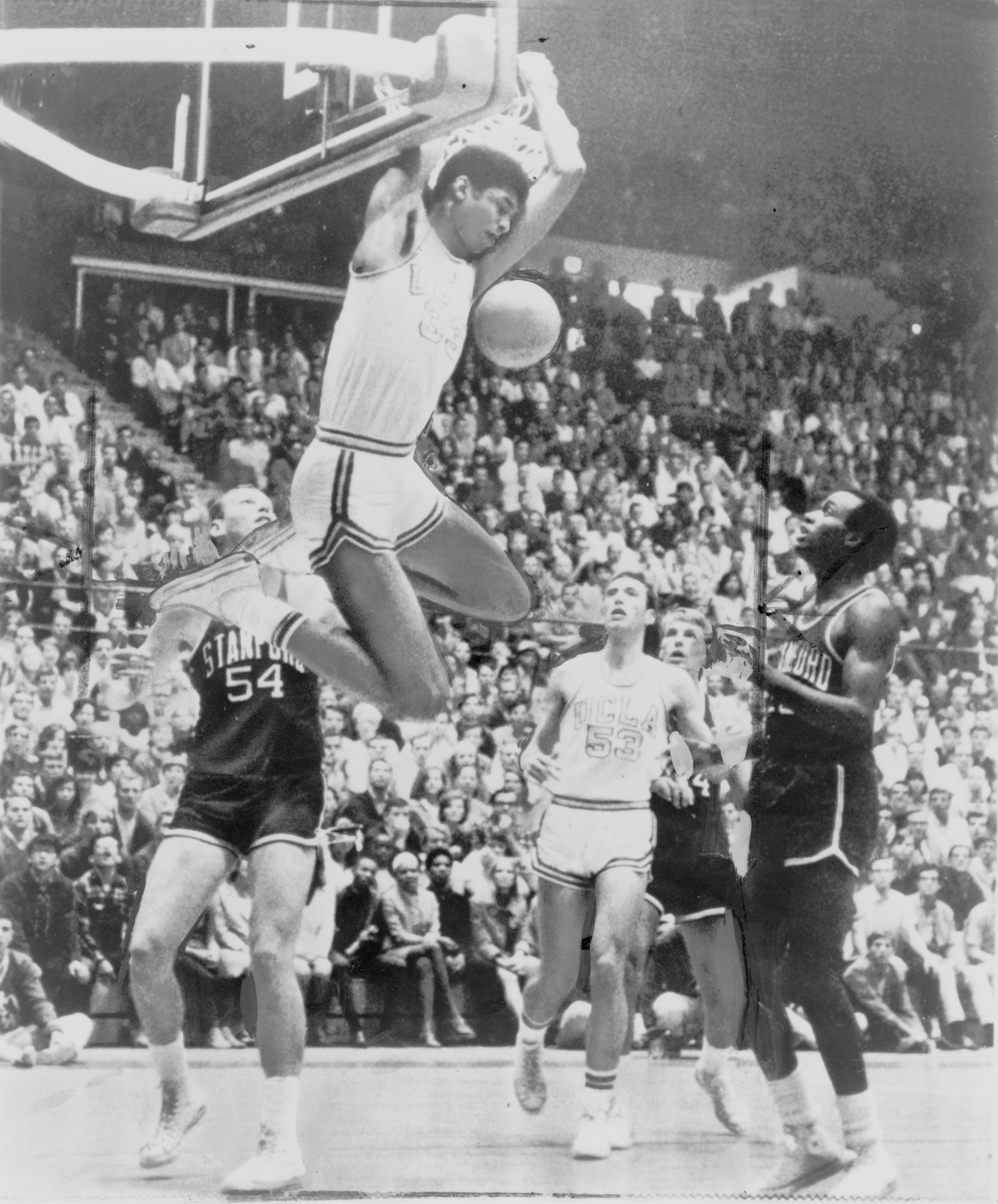
Kareem Abdul-Jabbar

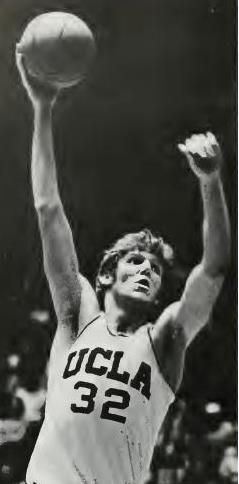
Bill Walton

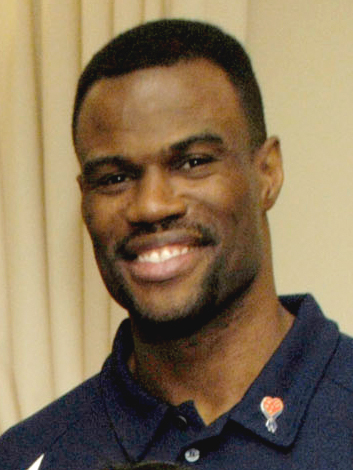
David Robinson

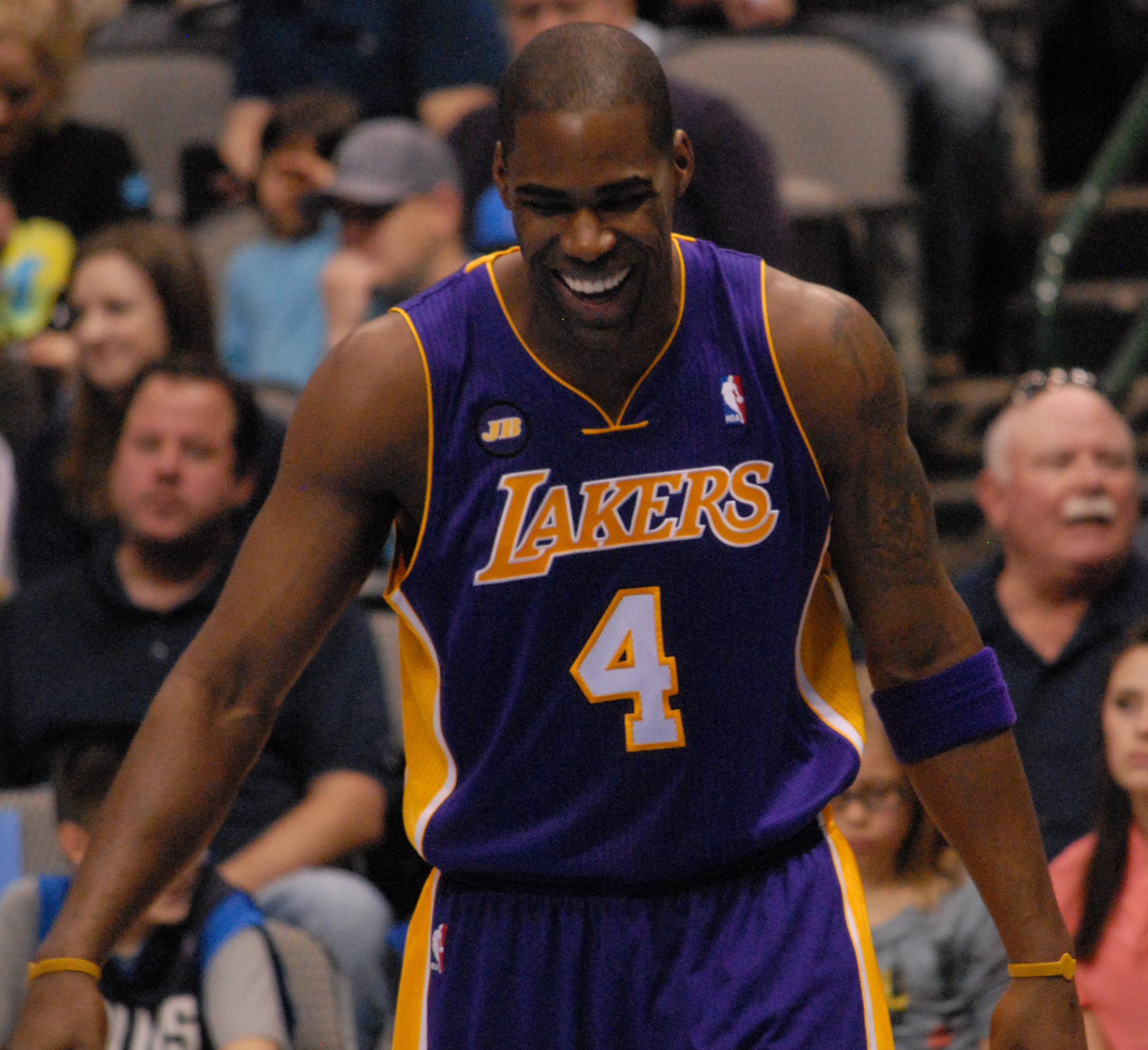
Antawn Jamison

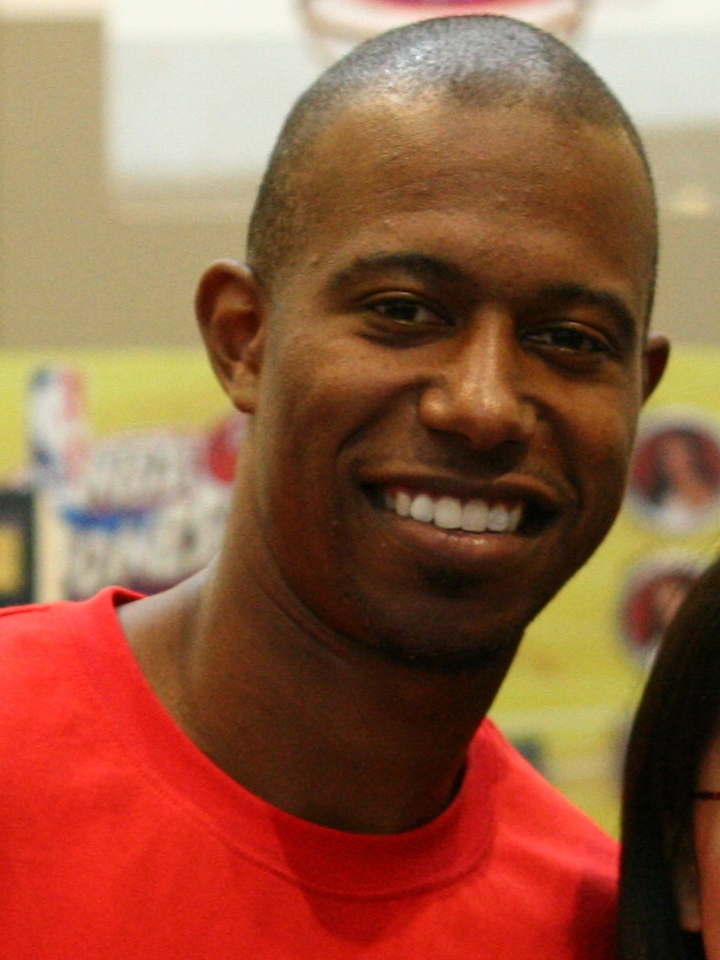
T.J. Ford

| Sezon | Zawodnik           | Uczelnia          | Pozycja    | Status    |
| ----- | ------------------ | ----------------- | ---------- | --------- |
| 1969  | Lew Alcindor*      | UCLA              | Środkowy   | Senior    |
| 1970  | Pete Maravich*     | LSU               | Obrońca    | Senior    |
| 1971  | Austin Carr        | Notre Dame        | Obrońca    | Senior    |
| 1972  | Bill Walton*       | UCLA              | Środkowy   | Sophomore |
| 1973  | Bill Walton* (2)   | UCLA              | Środkowy   | Junior    |
| 1974  | Bill Walton* (3)   | UCLA              | Środkowy   | Senior    |
| 1975  | David Thompson*    | N.C. State        | Skrzydłowy | Senior    |
| 1976  | Scott May          | Indiana           | Skrzydłowy | Senior    |
| 1977  | Marques Johnson    | UCLA              | Skrzydłowy | Senior    |
| 1978  | Butch Lee          | Marquette         | Obrońca    | Senior    |
| 1979  | Larry Bird*        | Indiana State     | Skrzydłowy | Senior    |
| 1980  | Mark Aguirre       | DePaul            | Skrzydłowy | Sophomore |
| 1981  | Ralph Sampson*     | Virginia          | Środkowy   | Sophomore |
| 1982  | Ralph Sampson* (2) | Virginia          | Środkowy   | Junior    |
| 1983  | Ralph Sampson* (3) | Virginia          | Środkowy   | Senior    |
| 1984  | Michael Jordan*    | Karolina Północna | Obrońca    | Junior    |
| 1985  | Patrick Ewing*     | Georgetown        | Środkowy   | Senior    |
| 1986  | Johnny Dawkins     | Duke              | Obrońca    | Senior    |
| 1987  | David Robinson*    | Navy              | Środkowy   | Senior    |
| 1988  | Danny Manning      | Kansas            | Skrzydłowy | Senior    |
| 1989  | Danny Ferry        | Duke              | Skrzydłowy | Senior    |
| 1990  | Lionel Simmons     | La Salle          | Skrzydłowy | Senior    |
| 1991  | Larry Johnson      | UNLV              | Skrzydłowy | Senior    |
| 1992  | Christian Laettner | Duke              | Skrzydłowy | Senior    |
| 1993  | Calbert Cheaney    | Indiana           | Obrońca    | Senior    |
| 1994  | Glenn Robinson     | Purdue            | Skrzydłowy | Junior    |
| 1995  | Joe Smith          | Maryland          | Skrzydłowy | Sophomore |
| 1996  | Marcus Camby       | Massachusetts     | Środkowy   | Junior    |
| 1997  | Tim Duncan         | Wake Forest       | Środkowy   | Senior    |
| 1998  | Antawn Jamison     | North Carolina    | Skrzydłowy | Junior    |
| 1999  | Elton Brand        | Duke              | Skrzydłowy | Sophomore |
| 2000  | Kenyon Martin      | Cincinnati        | Skrzydłowy | Senior    |
| 2001  | Shane Battier      | Duke              | Skrzydłowy | Senior    |
| 2002  | Jason Williams     | Duke              | Obrońca    | Junior    |
| 2003  | T.J. Ford          | Teksas            | Obrońca    | Sophomore |
| 2004  | Jameer Nelson      | Saint Joseph's    | Obrońca    | Senior    |
| 2005  | Andrew Bogut       | Utah              | Środkowy   | Sophomore |
| 2006  | J.J. Redick        | Duke              | Obrońca    | Senior    |
| 2007  | Kevin Durant       | Teksas            | Skrzydłowy | Freshman  |
| 2008  | Tyler Hansbrough   | Karolina Północna | Skrzydłowy | Junior    |
| 2009  | Blake Griffin      | Oklahoma          | Skrzydłowy | Sophomore |
| 2010  | Evan Turner        | Ohio State        | Obrońca    | Junior    |
| 2011  | Jimmer Fredette    | Brigham Young     | Obrońca    | Senior    |
| 2012  | Anthony Davis      | Kentucky          | Środkowy   | Freshman  |
| 2013  | Trey Burke         | Michigan          | Obrońca    | Sophomore |
| 2014  | Doug McDermott     | Creighton         | Skrzydłowy | Senior    |
| 2015  | Frank Kaminsky     | Wisconsin         | Skrzydłowy | Senior    |
| 2016  | Buddy Hield        | Oklahoma          | Obrońca    | Senior    |
| 2017  | Frank Mason III    | Kansas            | Obrońca    | Senior    |
| 2018  | Jalen Brunson      | Villanova         | Obrońca    | Senior    |
| 2019  | Zion Williamson    | Duke              | Skrzydłowy | Freshman  |
| 2020  | Obi Toppin         | Dayton            | Skrzydłowy | Sophomore |
| 2021  | Luka Garza         | Iowa              | Środkowy   | Senior    |
| 2022  | Oscar Tshiebwe     | Kentucky          | Środkowy   | Junior    |
| 2023  | Zach Edey          | Purdue            | Środkowy   | Junior    |
| 2024  | Zach Edey (2)      | Purdue            | Środkowy   | Senior    |

### Kobiety

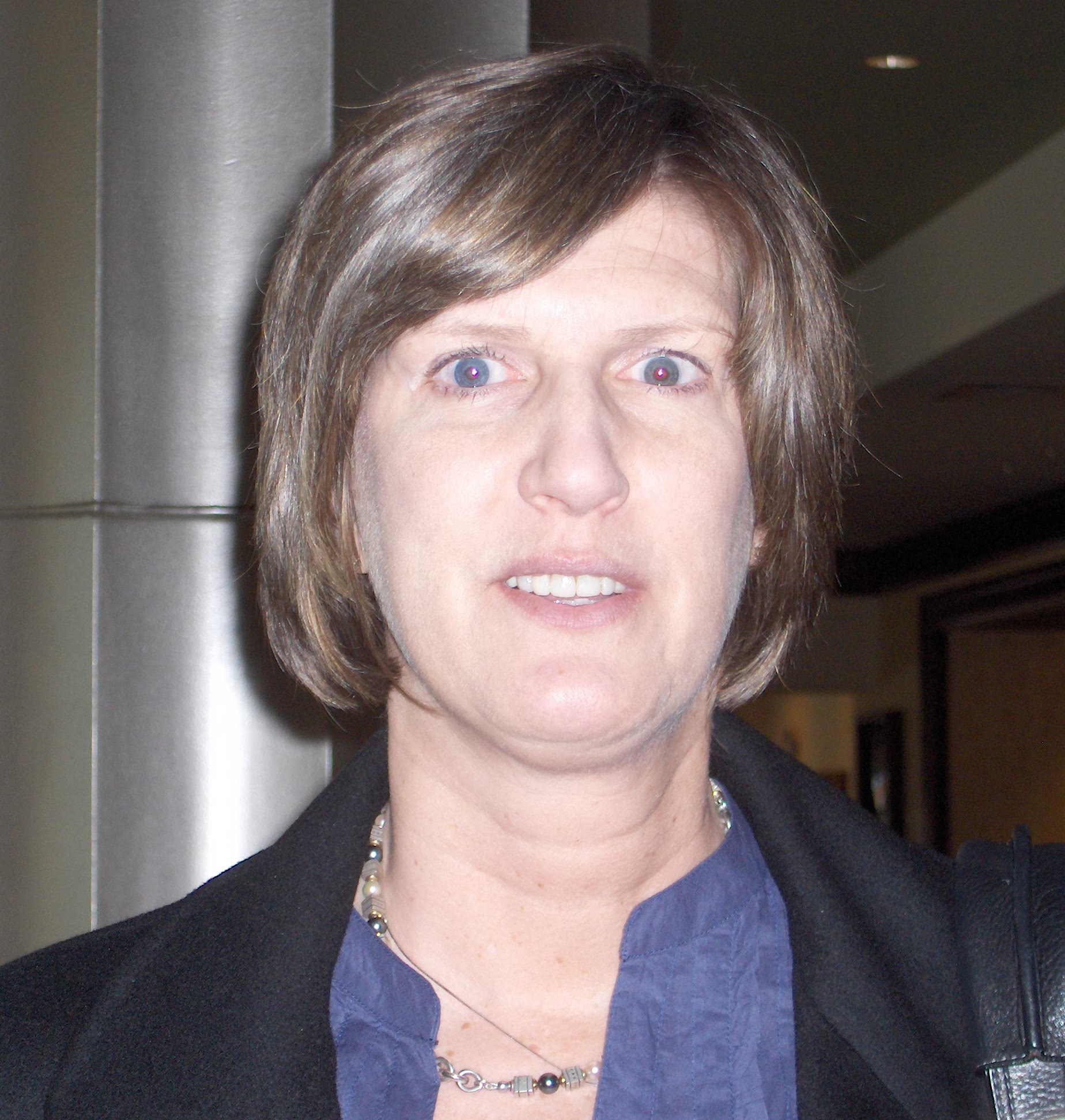
Anne Donovan

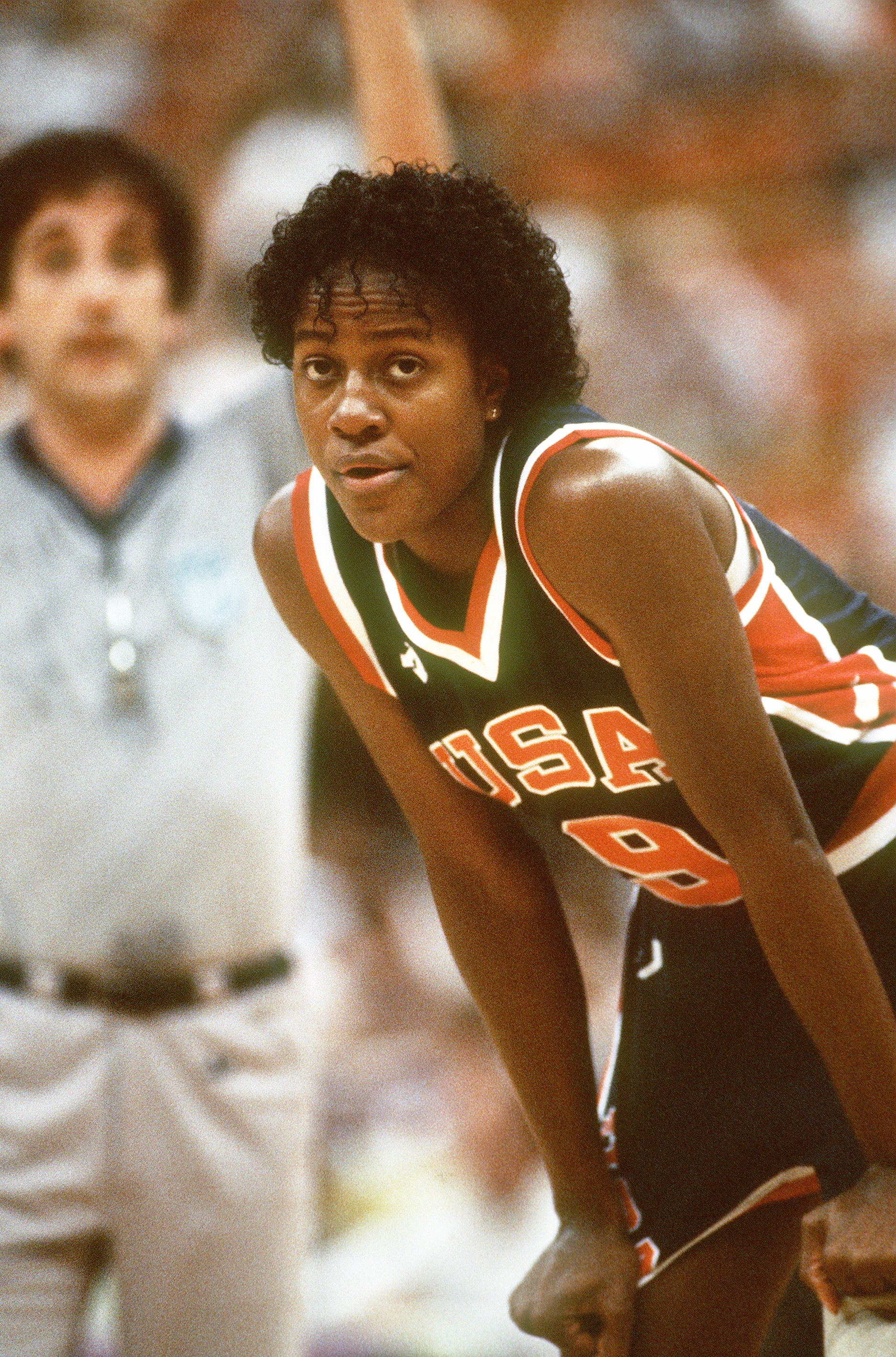
Clarissa Davis

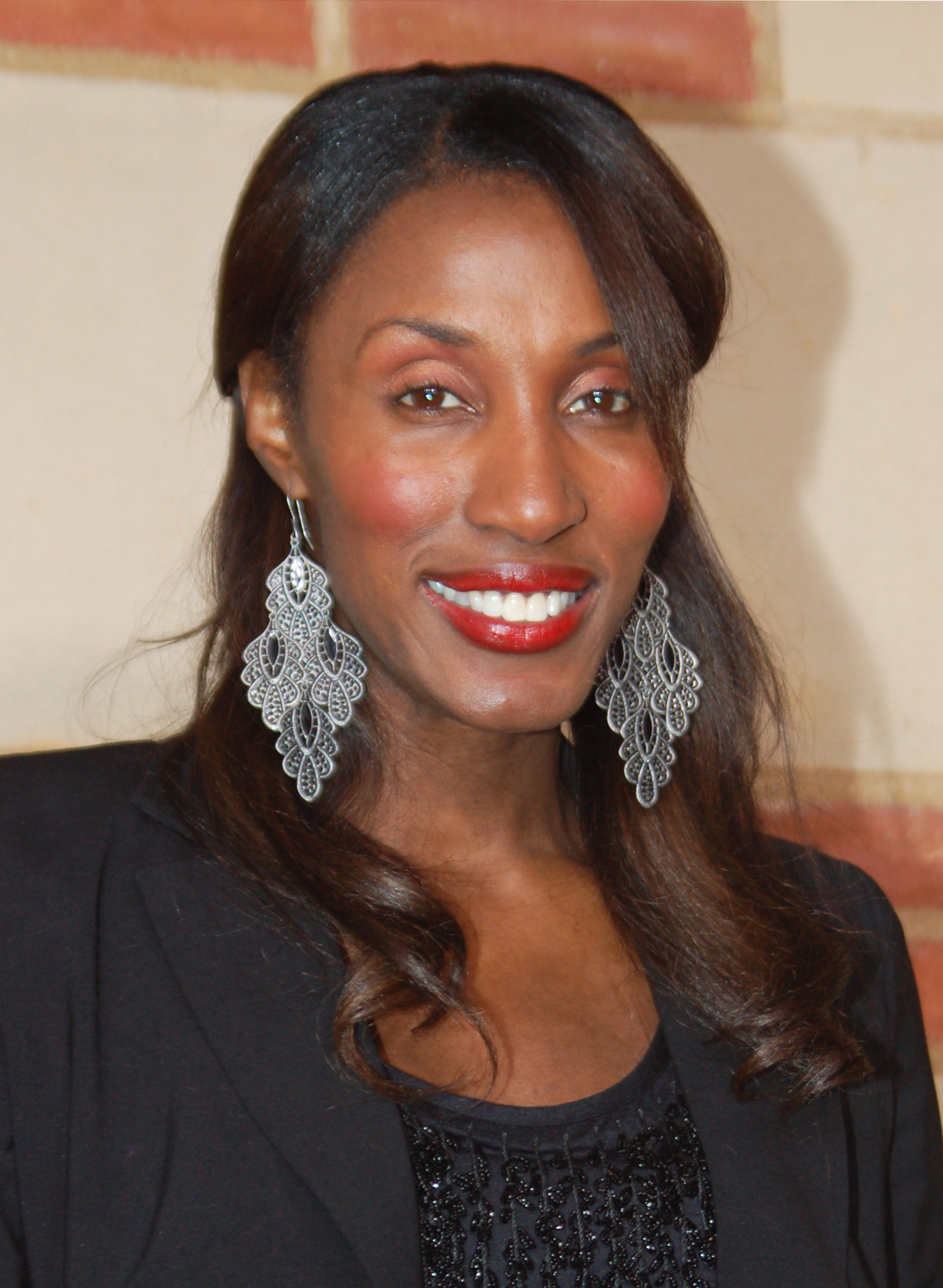
Lisa Leslie

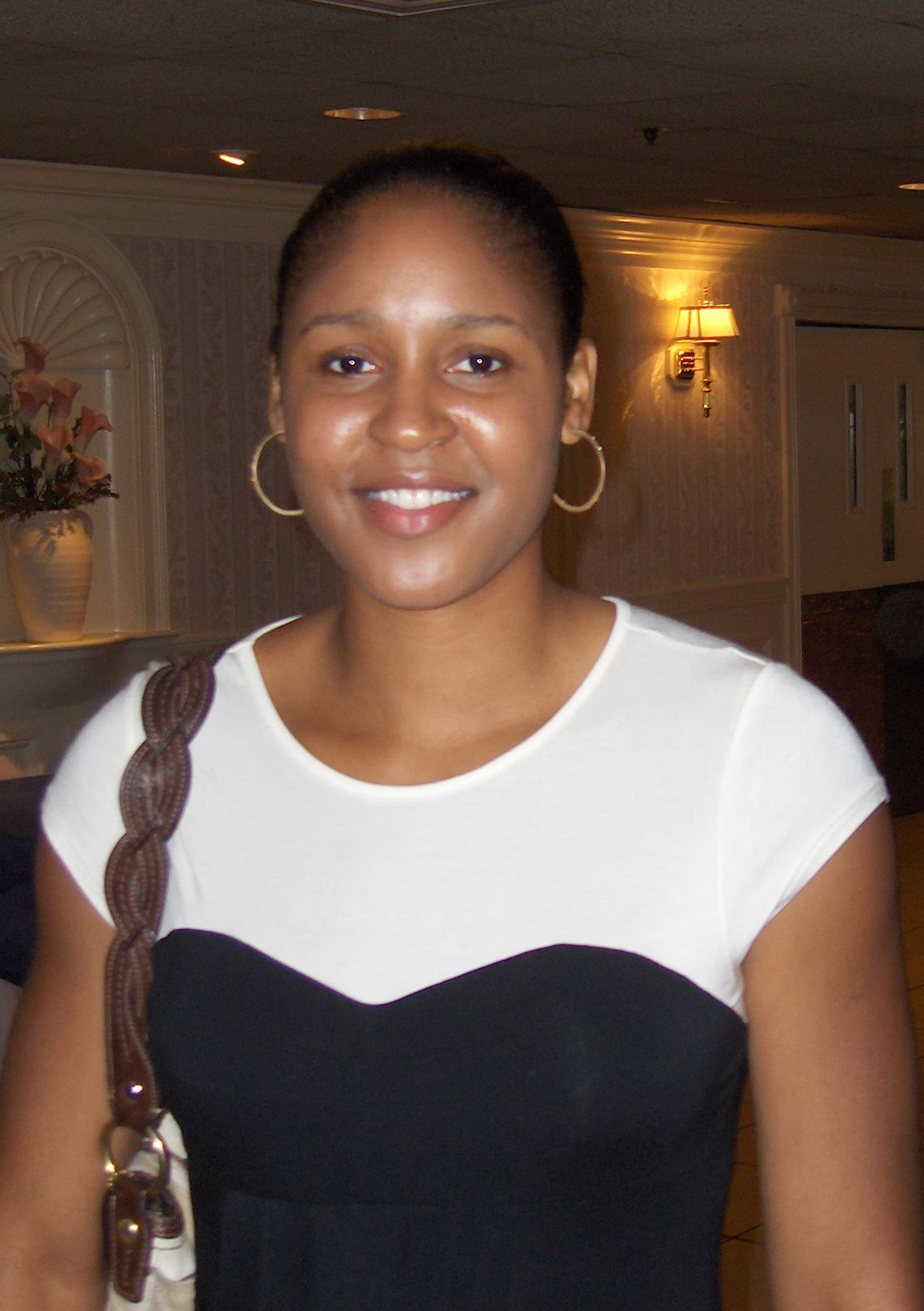
Maya Moore

| Sezon | Zawodniczka            | Uczelnia       | Pozycja               | Status    |
| ----- | ---------------------- | -------------- | --------------------- | --------- |
| 1983  | Anne Donovan*          | Old Dominion   | Środkowa              | Senior    |
| 1984  | Cheryl Miller*         | USC            | Skrzydłowa/Środkowa   | Sophomore |
| 1985  | Cheryl Miller* (2)     | USC            | Skrzydłowa/Środkowa   | Junior    |
| 1986  | Cheryl Miller* (3)     | USC            | Skrzydłowa/Środkowa   | Senior    |
| 1987  | Clarissa Davis         | Teksas         |                       |           |
| 1988  | Sue Wicks              | Rutgers        |                       |           |
| 1989  | Clarissa Davis (2)     | Teksas         |                       |           |
| 1990  | Jennifer Azzi          | Stanford       |                       |           |
| 1991  | Dawn Staley*           | Virginia       | Rozgrywająca          | Junior    |
| 1992  | Dawn Staley* (2)       | Virginia       | Rozgrywająca          | Senior    |
| 1993  | Sheryl Swoopes         | Texas Tech     | Obrończyni/Skrzydłowa | Senior    |
| 1994  | Lisa Leslie*           | USC            | Środkowa              | Senior    |
| 1995  | Rebecca Lobo           | UConn          | Środkowa              | Senior    |
| 1996  | Saudia Roundtree       | Georgia        |                       |           |
| 1997  | Kate Starbird          | Stanford       |                       |           |
| 1998  | Chamique Holdsclaw     | Tennessee      |                       |           |
| 1999  | Chamique Holdsclaw (2) | Tennessee      |                       |           |
| 2000  | Tamika Catchings       | Tennessee      |                       |           |
| 2001  | Ruth Riley             | Notre Dame     | Środkowa              | Senior    |
| 2002  | Sue Bird               | UConn          | Obrończyni            | Senior    |
| 2003  | Diana Taurasi          | UConn          | Obrończyni/Skrzydłowa | Junior    |
| 2004  | Diana Taurasi (2)      | UConn          | Obrończyni/Skrzydłowa | Senior    |
| 2005  | Seimone Augustus       | LSU            | Obrończyni/Skrzydłowa | Junior    |
| 2006  | Seimone Augustus (2)   | LSU            | Obrończyni/Skrzydłowa | Senior    |
| 2007  | Lindsey Harding        | Duke           | Rozgrywająca          | Senior    |
| 2008  | Candace Parker         | Tennessee      | Skrzydłowa/Środkowa   | Junior    |
| 2009  | Maya Moore             | UConn          | Skrzydłowa            | Sophomore |
| 2010  | Tina Charles           | UConn          | Środkowa              | Senior    |
| 2011  | Maya Moore (2)         | UConn          | Skrzydłowa            | Senior    |
| 2012  | Brittney Griner        | Baylor         | Środkowa              | Junior    |
| 2013  | Brittney Griner (2)    | Baylor         | Środkowa              | Senior    |
| 2014  | Breanna Stewart        | UConn          | Skrzydłowa            | Sophomore |
| 2015  | Breanna Stewart (2)    | UConn          | Skrzydłowa            | Junior    |
| 2016  | Breanna Stewart (3)    | UConn          | Skrzydłowy            | Senior    |
| 2017  | Kelsey Plum            | Washington     | Rozgrywająca          | Senior    |
| 2018  | A'ja Wilson            | South Carolina | Skrzydłowy            | Senior    |
| 2019  | Megan Gustafson        | Iowa           | Środkowa              | Senior    |
| 2020  | Sabrina Ionescu        | Oregon         | Obrońca               | Senior    |
| 2021  | Paige Bueckers         | UConn          | Obrońca               | Freshman  |
| 2022  | Aliyah Boston          | South Carolina | Środkowa              | Junior    |
| 2023  | Caitlin Clark          | Iowa           | Obrońca               | Junior    |
| 2024  | Caitlin Clark (2)      | Iowa           | Obrońca               | Senior    |